# Retournac
Retournac is een gemeente in het Franse departement Haute-Loire (regio Auvergne-Rhône-Alpes). De plaats maakt deel uit van het arrondissement Yssingeaux en is gelegen aan de Loire in het Pays du Sucs. Retournac telde op 1 januari 2022 2.971 inwoners. Nabij Retournac werden sporen van bewoning gevonden die dateren uit de prehistorie; voorwerpen van 15.000 tot 18.000 jaar oud werden gevonden in de grot van Cottier in het oosten van de gemeente Retournac. In het dorp staat een romaanse kerk uit de 12e eeuw alsmede een middeleeuws fort en enkele versterkte huizen.

## Geografie
De oppervlakte van Retournac bedroeg op 1 januari 2022 45,76 vierkante kilometer; de bevolkingsdichtheid was toen 64,9 inwoners per km².

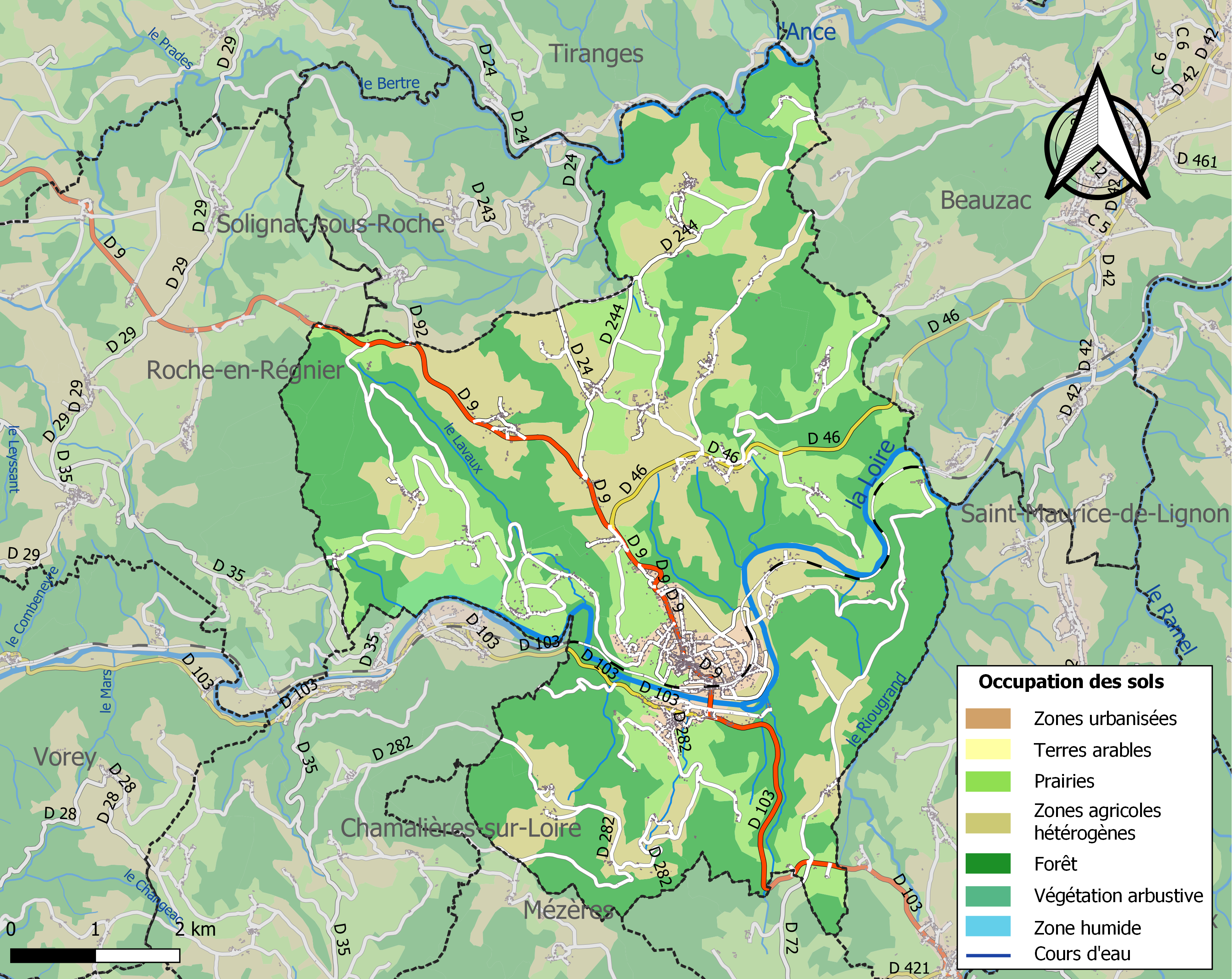
Kaart van de gemeente met de belangrijkste infrastructuur, bodemgebruik en omliggende gemeenten

## Demografie
Onderstaande figuur toont het verloop van het inwonertal (bron: INSEE-tellingen).